# 韻律 (言語学)
言語学における韻律（いんりつ）あるいはプロソディー（Prosody）とは、発話において現れる音声学的性質で、その言語の一般的な書記記録からは予測されないものすべてをいう。具体的には抑揚あるいは音調、強勢、音長、リズムなどを含むが、これらのうちで文脈によって異なりうるものを指すのであって、その言語で決まっているアクセント（高低アクセントあるいは強勢アクセント）、声調言語の声調、音長を弁別する言語における長母音・短母音の区別といった性質は含めない。
韻文における韻律は、基本的にはそれを構成する単語の形（アクセントパターン、声調、音節・モーラ数など）に基づいて定められたものであり、無関係ではないが別の概念である。

## 概要
一般的なものとしては、
- 重要な単語を強調する（強調のしかたは言語によって異なる）
- 疑問文の文末を上昇調にする（特に疑問詞を含まない文について多くの言語に共通する）

などがある。
また日本語の例を挙げると、「…じゃない」という言い方は3種類の意味に用いられ、それぞれ異なる韻律で発話される。
- …を否定する文字通りの意味では「な」にアクセントを置く。また、「…ではないが～ではある」という意味を持たせる場合は「じゃ」にアクセントが置かれる。
- …を肯定する意味（反語）では尻下がりの抑揚になる。特に強調する場合など、「な」を長く発音することもある。
- 疑問の意味では尻上がりになる。

## 定義
韻律の定義は言語によって異なる。例えば日本語のように母音の長短を弁別する言語では（長短を表記しない言語もあるが）、単語レベルでの音節の長短自体は韻律的性質ではないが、強調する単語をゆっくり引き伸ばして発音するのは韻律的性質である。中国語では、音節または単語レベルでの音高は声調として決まっているから韻律的性質ではないが、文レベルの抑揚は韻律的性質である。英語では単語レベルのアクセントは韻律的性質ではないが、文レベルでの強勢は韻律的性質である。
母音のフォルマント構造はある程度決まっているが、これも韻律的性格を帯びる場合がある。例えば英語などでは一般にアクセントの有無によって母音の音声的性質が異なり、アクセントのある母音では明瞭なフォルマントが現れる。従って韻律的に、ある単語を強調する場合や、ゆっくりと発音する場合には、明瞭な母音となる傾向がある。日本語における母音の無声化の有無も同様であり、一般に無声子音にはさまれたイ・ウなどは無声化するが、強調またはゆっくりした発音では無声化しない。

## 単位
韻律の単位にはモーラあるいは音節、さらに文における単位である単語、句、節などがある。このような単位を誤って、または意図的に変えて発音するのが「ぎなた読み」である。これらの単位は必ずしも文法的な単位ではない。例えば日本語の文節は自然な韻律的単位であるが、文法的にはまとまった単位とは限らない。